# Liste der Baudenkmäler in Perach

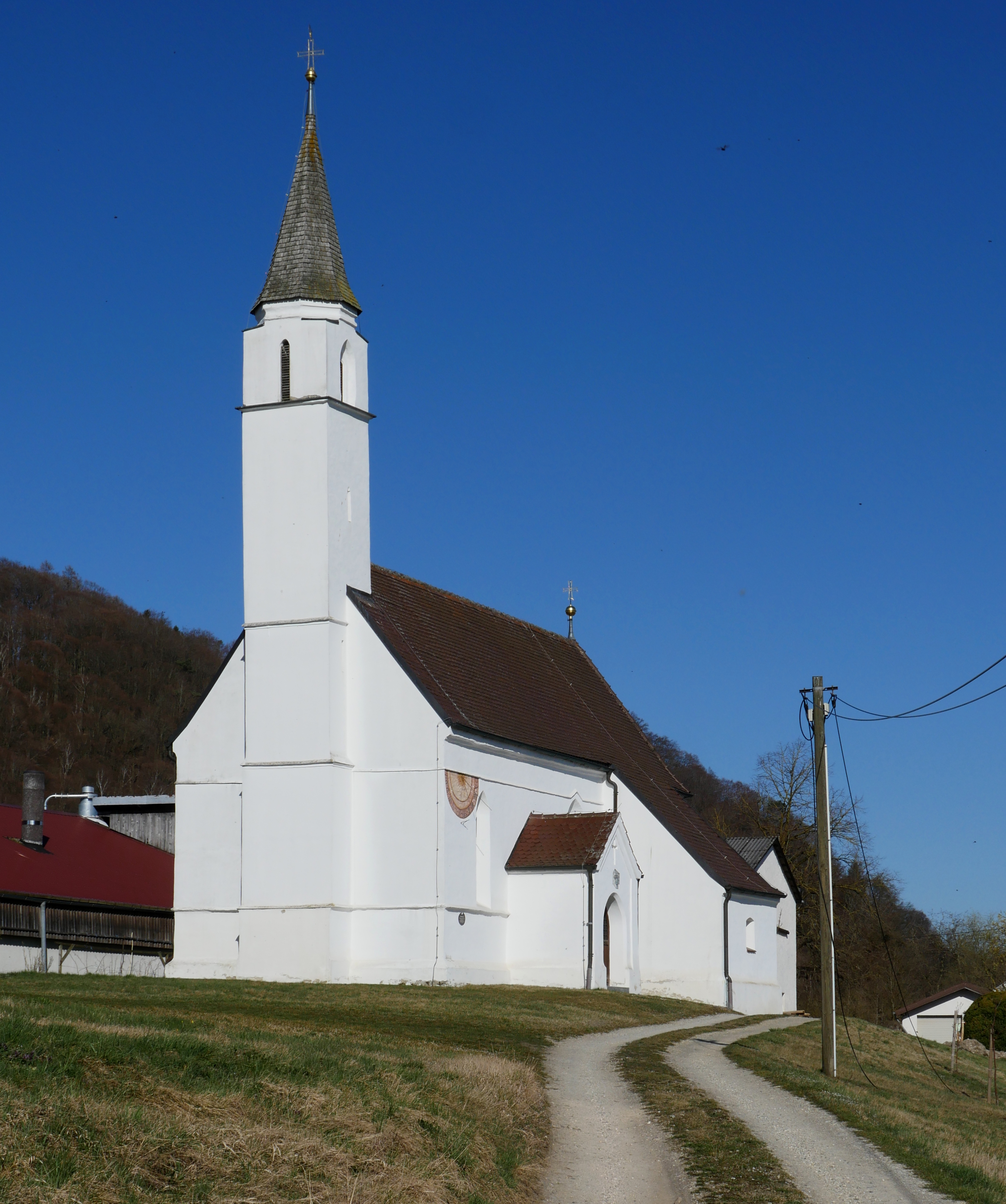
St. Andreas in Niederperach

Auf dieser Seite sind die Baudenkmäler in der oberbayerischen Gemeinde Perach zusammengestellt. Diese Tabelle ist eine Teilliste der Liste der Baudenkmäler in Bayern. Grundlage ist die Bayerische Denkmalliste, die auf Basis des Bayerischen Denkmalschutzgesetzes vom 1. Oktober 1973 erstmals erstellt wurde und seither durch das Bayerische Landesamt für Denkmalpflege geführt wird. Die folgenden Angaben ersetzen nicht die rechtsverbindliche Auskunft der Denkmalschutzbehörde.

## Baudenkmäler nach Ortsteilen

### Perach
| Lage                      | Objekt                                    | Beschreibung | Akten-Nr.     | Bild           |
| ------------------------- | ----------------------------------------- | --- | ------------- | -------------- |
| Flur Perach (Standort)    | Ehemaliger Pestfriedhof                   | mit schmiedeeisernem Kreuz, um 1649; mit Einfriedung | D-1-71-126-6  | BW             |
| Hauptstraße 13 (Standort) | Portal, am Gasthaus Unterer Wirt          | mit Rotmarmoreinfassung, 19. Jahrhundert | D-1-71-126-2  | BW             |
| Kirchgasse 1 (Standort)   | Pfarrhaus                                 | Breitgelagerter zweigeschossiger Flachsatteldachbau, auf Grundlage des 17./18. Jahrhunderts weitgehend erneuert 1814                                      | D-1-71-126-3  | BW             |
| Kirchgasse 3 (Standort)   | Katholische Pfarrkirche Mariä Himmelfahrt | Saalkirche, erste Hälfte 15. Jahrhundert, unter Einbeziehung romanischer Reste, seitenschiffartige Erweiterung nach Norden 1982; mit Ausstattung          | D-1-71-126-1  | weitere Bilder |
| Kirchgasse 7 (Standort)   | Getreidekasten                            | mit Obergeschoss-Blockbau, östlich angebaut, 18./19. Jahrhundert                                                                                          | D-1-71-126-4  | BW             |
| Neumühle 22 (Standort)    | Ehemaliges Kleinbauernhaus                | Wohnteil zweigeschossiger verputzter und verschalter Blockbau mit Hochlaube und Traufseitlaube, Stallteil gewölbt, am Giebel bezeichnet mit dem Jahr 1809 | D-1-71-126-25 | BW             |

### Niederperach
| Lage                           | Objekt                                                     | Beschreibung | Akten-Nr.     | Bild           |
| ------------------------------ | ---------------------------------------------------------- | --- | ------------- | -------------- |
| Niederperach 34 (Standort)     | Vierseithof                                                | Nördlich Bauernhaus, Flachsatteldachbau mit Putzgliederung; westlich Stadel mit Gitterbundwerk; südlich Stall mit Gitterbundwerk; östlich geständerte „Hütte“ mit Bundwerk; alle Bauteile 1869 | D-1-71-126-14 | BW             |
| Niederperach 38 1/2 (Standort) | Kapelle sogenannte Mayr-Kapelle                            | von 1874; östlich des Ortes | D-1-71-126-16 | BW             |
| Niederperach 39 (Standort)     | Bauernhaus                                                 | Stockhaus, mit giebelseitig offenem Blockbau, errichtet 1687; „Hütte“ mit reichem Gitterbundwerk, Mitte 18. Jahrhundert                                                                        | D-1-71-126-15 | BW             |
| Niederperach 40 (Standort)     | Ehemaliges Bauernhaus, sogenannt Freidhof- oder Mesnergütl | Wohnteil zweigeschossiger Blockbau, im Kern spätes 17. Jahrhundert, in der zweiten Hälfte des 19. Jahrhunderts durchgreifend überformt, Nordseite stark erneuert                               | D-1-71-126-24 | BW             |
| Niederperach 109 (Standort)    | Katholische Filialkirche St. Andreas                       | gotische Saalkirche, erbaut 1461; mit Ausstattung | D-1-71-126-13 | weitere Bilder |

### Westerndorf
| Lage                       | Objekt                       | Beschreibung | Akten-Nr.     | Bild       |
| -------------------------- | ---------------------------- | --- | ------------- | ---------- |
| Westerndorf (Standort)     | Wegkapelle                   | Backsteinbau mit Dachreiter, erbaut 1865/66; mit Ausstattung | D-1-71-126-21 | Wegkapelle |
| Westerndorf 102 (Standort) | Eingeschossiges Nebengebäude | Quergestreckter Innenraum mit zweijochigem Kreuzgratgewölbe, Rest der um 1803 größtenteils abgebrochenen spätmittelalterlichen Kirche St. Michael und St. Nikolaus | D-1-71-126-22 | BW         |

### Weitere Ortsteile
| Lage                                | Objekt                          | Beschreibung | Akten-Nr.     | Bild |
| ----------------------------------- | ------------------------------- | --- | ------------- | ---- |
| Berg Berg 53 (Standort)             | Ehemaliges Bauernhaus           | Ehemaliger Einfirsthof, mit zweigeschossigem Blockbau, ehemaliger Wirtschaftstrakt zu Wohnzwecken ausgebaut, 18. Jahrhundert                                 | D-1-71-126-8  | BW   |
| Berg Berg 55 (Standort)             | Gitterbundwerkstadel            | mit profilierten Balkenköpfen, um 1830/40 | D-1-71-126-9  | BW   |
| Buchreit Buchreit 51 1/2 (Standort) | Kruzifixus                      | In Formen der Spätgotik | D-1-71-126-10 | BW   |
| Buchreit Buchreit 51 1/3 (Standort) | Hütte mit Bundwerk-Obergeschoss | Östlich des Bauernhauses, um Mitte 19. Jahrhundert; Bundwerkhütte, nördlich des Bauernhauses, um Mitte 19. Jahrhundert, Erdgeschoss nachträglich ausgemauert | D-1-71-126-11 | BW   |
| Moise Moise 73 (Standort)           | Kapelle                         | Unverputzter Ziegelbau, erbaut 1905 | D-1-71-126-12 | BW   |
| Schmidhub Schmidhub 41 (Standort)   | Wegkapelle                      | Erbaut 1906; mit Ausstattung; nördlich der Einöde | D-1-71-126-19 | BW   |
| Weingarten Weingarten 50 (Standort) | Ehemaliges Zuhaus               | mit Blockbau-Obergeschoss und Bundwerkteil, Giebel- und Traufschrot, Anfang 19. Jahrhundert; zum Weingartnerhof gehörig                                      | D-1-71-126-20 | BW   |

## Ehemalige Baudenkmäler
| Lage                       | Objekt | Beschreibung                                                                                         | Akten-Nr.     | Bild |
| -------------------------- | ------ | --- | ------------- | ---- |
| Westerndorf 103 (Standort) | Hütte  | Westtrakt des Vierseithofes, mit Bundwerk-Oberteil, bezeichnet mit dem Jahr 1818, und Getreidekasten | D-1-71-126-23 | BW   |